# Associação Desportiva Adalberto Vieira Fonteles 2020-2021
Questa voce raccoglie le informazioni riguardanti l'Associação Desportiva Adalberto Vieira Fontelesa nella stagione 2020-2021.

## Stagione
L'Associação Desportiva Adalberto Vieira Fonteles gioca nella stagione 2020-21 con il nome sponsorizzato Pacaembu Ribeirão.
Partecipa per la terza annata consecutiva alla Superliga Série A, ma termina la regular season in dodicesima e ultima posizione, retrocedendo.
Ad inizio stagione rinuncia invece a partecipare al Campionato Paulista.

## Organigramma societario
Area direttiva
- Presidente: Luiz Fonteles

Area tecnica
- Allenatore: Marcos Pacheco

## Rosa
| N° | Nome                | Ruolo | Data di nascita   | Nazionalità sportiva |
| -- | ------------------- | ----- | ----------------- | -------------------- |
| 2  | Rodrigo Leitzke     | C     | 8 gennaio 1996    | Brasile              |
| 3  | Luis da Silva       | P     | 3 agosto 1998     | Brasile              |
| 4  | Vicenzo Serretti    | C     | 11 aprile 2002    | Brasile              |
| 5  | Bruno Dianini       | C     | 2 gennaio 1995    | Brasile              |
| 6  | André Ludegards     | S     | 19 settembre 1999 | Brasile              |
| 7  | Renan Salton        | S     | 15 ottobre 1996   | Brasile              |
| 8  | Diego dos Santos    | L     | 30 gennaio 1989   | Brasile              |
| 9  | Marcos da Silva     | S     | 13 febbraio 2003  | Brasile              |
| 10 | Luiz Henrique Sousa | O     | 21 maggio 2001    | Brasile              |
| 11 | Roberval da Silva   | S     | 11 giugno 1996    | Brasile              |
| 13 | Bruno Marques       | S     | 10 luglio 2001    | Brasile              |
| 14 | Guilherme de Lima   | C     | 14 ottobre 1992   | Brasile              |
| 15 | Pedro Tomasi        | L     | 12 gennaio 2001   | Brasile              |
| 16 | Ramon Duarte        | P     | 22 dicembre 2003  | Brasile              |
| 18 | Guilherme Rech      | C     | 5 gennaio 2001    | Brasile              |

## Statistiche

### Statistiche di squadra
| Competizione      | Punti | In casa | In casa | In casa | In trasferta | In trasferta | In trasferta | Totale | Totale | Totale |
| Competizione      | Punti | G       | V       | P       | G            | V            | P            | G      | V      | P      |
| ----------------- | ----- | ------- | ------- | ------- | ------------ | ------------ | ------------ | ------ | ------ | ------ |
| Superliga Série A | 11    | 11      | 2       | 9       | 11           | 1            | 10           | 22     | 3      | 19     |
| Totale            | -     | 11      | 2       | 9       | 11           | 1            | 10           | 22     | 3      | 19     |

### Statistiche dei giocatori
| Giocatore     | Superliga Série A | Superliga Série A | Superliga Série A | Superliga Série A | Superliga Série A | Totale | Totale | Totale | Totale | Totale |
| Giocatore     | P                 | PT                | AV                | MV                | BV                | P      | PT     | AV     | MV     | BV     |
| ------------- | ----------------- | ----------------- | ----------------- | ----------------- | ----------------- | ------ | ------ | ------ | ------ | ------ |
| L. da Silva   | 21                | 34                | 11                | 13                | 10                | 21     | 34     | 11     | 13     | 10     |
| M. da Silva   | 4                 | 3                 | 3                 | 0                 | 0                 | 4      | 3      | 3      | 0      | 0      |
| R. da Silva   | 22                | 228               | 208               | 11                | 9                 | 22     | 228    | 208    | 11     | 9      |
| G. de Lima    | 19                | 119               | 92                | 23                | 4                 | 19     | 119    | 92     | 23     | 4      |
| B. Dianini    | 5                 | 9                 | 8                 | 1                 | 0                 | 5      | 9      | 8      | 1      | 0      |
| D. dos Santos | 22                | 0                 | 0                 | 0                 | 0                 | 22     | 0      | 0      | 0      | 0      |
| R. Duarte     | 20                | 2                 | 1                 | 0                 | 1                 | 20     | 2      | 1      | 0      | 1      |
| R. Leitzke    | 21                | 119               | 91                | 21                | 7                 | 21     | 119    | 91     | 21     | 7      |
| A. Ludegards  | 22                | 219               | 200               | 8                 | 11                | 22     | 219    | 200    | 8      | 11     |
| B. Marques    | 13                | 61                | 50                | 9                 | 2                 | 13     | 61     | 50     | 9      | 2      |
| G. Rech       | 13                | 59                | 40                | 17                | 2                 | 13     | 59     | 40     | 17     | 2      |
| R. Salton     | 21                | 189               | 170               | 10                | 9                 | 21     | 189    | 170    | 10     | 9      |
| V. Serretti   | 1                 | 0                 | 0                 | 0                 | 0                 | 1      | 0      | 0      | 0      | 0      |
| L.H. Sousa    | 21                | 52                | 45                | 5                 | 2                 | 21     | 52     | 45     | 5      | 2      |
| P. Tomasi     | 18                | 0                 | 0                 | 0                 | 0                 | 18     | 0      | 0      | 0      | 0      |

P = presenze; PT = punti totali; AV = attacchi vincenti; MV = muri vincenti; BV = battute vincenti